# Arxiu Municipal de Maçanet de la Selva
L'Arxiu Municipal de Maçanet de la Selva (AMMS) és el servei responsable de garantir la recuperació, organització i preservació tant de la documentació produïda per l'administració local com del patrimoni documental de la vila. Com a arxiu administratiu, el seu objectiu és custodiar tota la documentació produïda o rebuda per l'Ajuntament de Maçanet de la Selva, garantir l'accés de la ciutadania a la documentació i col·laborar en el disseny i optimització de l'administració municipal. Com a arxiu històric representa el servei encarregat de preservar i difondre el patrimoni documental del municipi, tant d'entitats, empreses com persones que estiguin interessades a conservar-lo i posar-lo a disposició de la recerca i investigació.

## Història

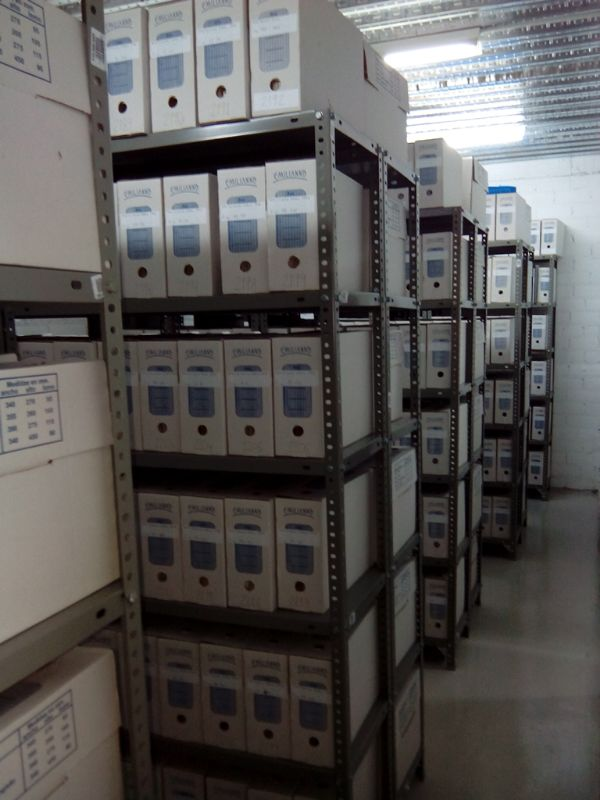
Fons de l'Arxiu Municipal de Maçanet de la Selva

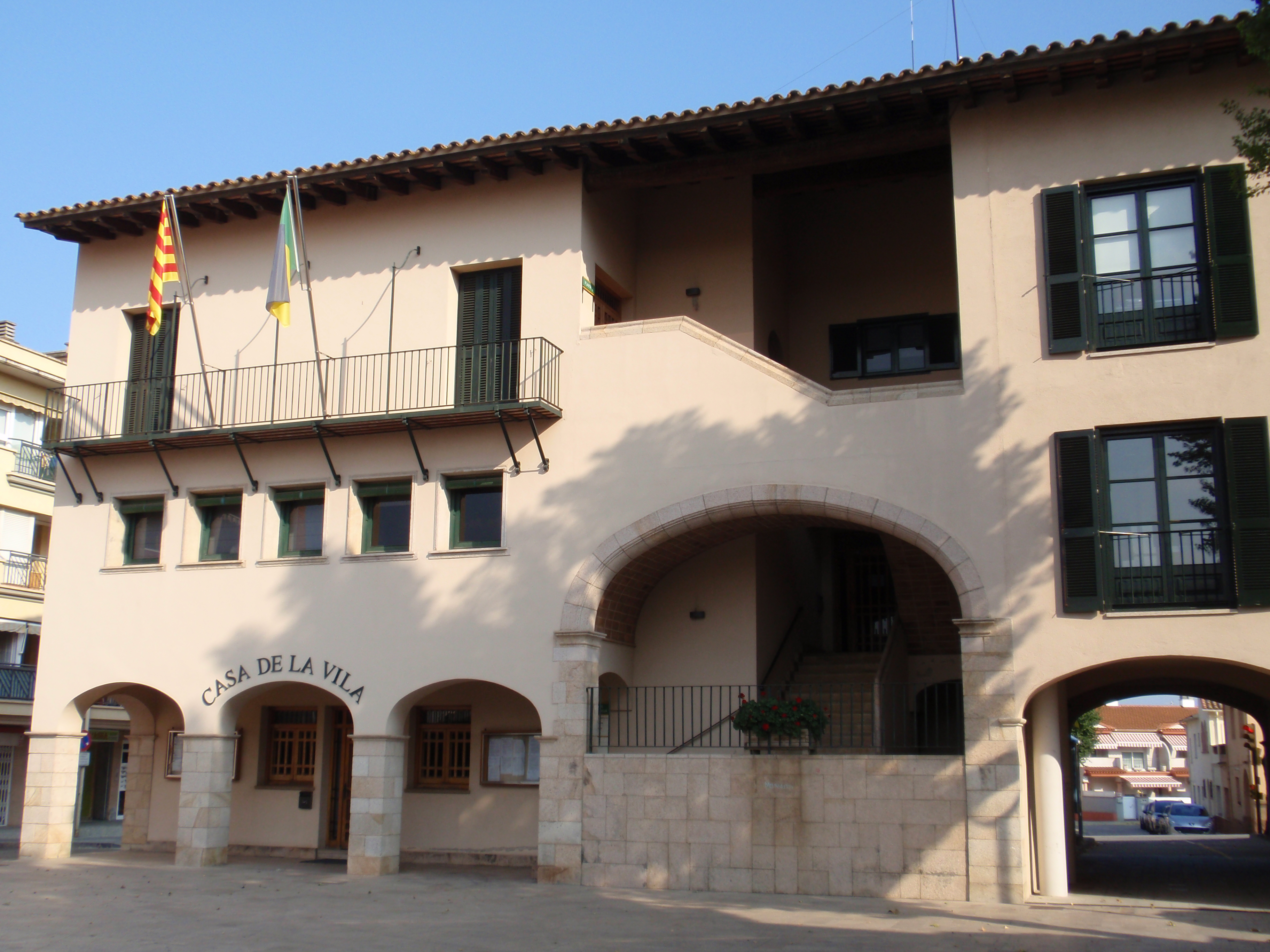
L'Arxiu Municipal, un servei de l'Ajuntament de Maçanet de la Selva

Tot i que hi ha evidències d'organització arxivística anterior no és fins a l'any 1984, quan el secretari interventor de l'Ajuntament de Maçanet de la Selva decideix fer inventari de tota la documentació oficial existent des del 9 d'abril de 1652, data del document més antic, fins al que aleshores fou el document més recent, datat el 31 de desembre 1984. El 2007 el dipòsit de l'arxiu es va traslladar de les oficines de l'Ajuntament als baixos del teatre La Societat a causa d'un increment significatiu de la documentació a custodiar. Un any abans, i per primer cop, l'Ajuntament va convocar un concurs lliure per a la provisió d'una plaça de tècnic d'arxiu. El 2015 s'inaugurà una nova seu per a l'arxiu, a l'antiga biblioteca, equipada amb prestatgeries mòbils, climatització i sala de consulta.

## Edifici
L'Arxiu Municipal de Maçanet de la Selva es troba al carrer Salvador Espriu 3, l'edifici disposa de dipòsit documental i sala de consulta, així com sistemes de reproducció i digitalització. L'edifici, reformat de nou per a la ubicació de l'arxiu, havia estat la seu de la biblioteca municipal, el casal d'avis i l'antic ajuntament.

## Fons
L'arxiu allotja documentació de l'administració local, d'associacions i entitats i patrimonial. Compta amb els següents fons:
| Ajuntament de Maçanet de la Selva          | Dates: 1652-2013 Volum i suport: 1500 capses inventariades mes llibres, plànols, tríptics i documentació pendent d'inventari i paper. |
| Jutjat de Pau i Registre Civil             | Dates: 1876-2013 Volum i suport: 40 capses inventariades més els llibres de registre de naixements, matrimonials i defuncions, paper. |
| TVM (Televisió de Maçanet de la Selva)     | Dates: 1993-2007 aprox. Volum i suport: 444 cintes VHS                                                                                |
| Família Felip                              | Dates: per determinar Volum i suport: 19 pergamins, 1 llibre de comptes i diverses escriptures enquadernades en paper, suport digital |
| Família Trincheria                         | Dates: 1531-1879 Volum i suport: diverses escriptures i llibres de comptes pendents d'inventari, suport digital                       |
| Entitat de Conservació de Residencial Parc | Dates: 1970-1997 Volum i suport: 10 capses, paper                                                                                     |

## Serveis
L'Arxiu Municipal de Maçanet de la Selva compta amb inventari i catàleg (servei de consulta i atenció a l'usuari). Així mateix, ofereix una sèrie de serveis a la ciutadania, com ara activitats de difusió i divulgació del patrimoni, consulta de documentació d'arxiu i atenció a l'usuari, gestió de donacions de documentació de particulars o associacions, servei de reproducció, suport a les entitats de la vila en la recerca de documentació per a la realització d'activitats i suport als centres educatius per a la realització de treballs de recerca.